# Мала мешинка
Мала мешинка (лат. Utricularia minor) је мала вишегодишња инсективорна биљка из рода мешинки.

## Опис
Мала мешинка је биљка водених и мочварних станишта делимично причвршћена за дно. Стабљика је танка, дугачка од 8 до 50 cm, мање-више диморфна са зеленим листовима који су два до три пута дихотомо дељени. Листови су дуги од 3 до 10 mm са голим, по ободу целим, уско линеарнокончастим режњевима, са неколико мехурића или без њих, са безбројним знатно редукованим листовима у низовима до осам мехурића. Зимски мирујући изданци - туриони, дугачки су од 1,5 до 5 mm, лоптасти су и голи. Цваст је растресита, гроздаста, дуга од 4 до 15 mm, са два до шест жутих цветова. Брактеје су дуге око 1,5 mm, при основи ушасте, док су цветне дршке за време плодоношења знатно савијене. Круница је дуга од 6 до 8 mm, горња усна је широка око 6 mm, округластија и мало краћа од доње са смеђе-црвено пругастим непцем. Оструга је врло кратка, врећаста или тупо конична, са једном вертикалном линијом која се наставља на доњу усну. Плод је чаура дужине од 1,5 до 2 mm, са неокриљеним семеном.

## Размножавање
Најчеће се размножава вегетативно јер ретко цвета. Начини опрашивања су ентомофилија и аутогамија. Расејавање семена је хидрохорно, анемохорно и епизоохорно. Презимљује у виду туриона који су лоптасти или планконкавни и 1,5 до 5 mm у пречнику. Развија полутерестричне и терестричне форме.

## Распрострањење
Настањује широку бореалну и субарктичку зону Евроазије и Северне Америке. Главни део ареала је у Европи у атлантском (Француска, Енглеска) и бореоатлантском делу (Скандинавија), као и у читавој средњој Европи. Јужне границе ареала налазе се на полуострвима јужне Европе, Кавказу и планинама централне Азије.
У Србији настањује Округлицу, Дуги дел и део од Пешчиновог кладенца према Страторији на Власини.

## Станиште
Мала мешинка је мезотрофна и семиеутрофна врста. Насељава плитке воде, мочваре, баре, тресетишта, обале језера, муљ и хладну воду, од низијског до субалпијског региона до 2300 м. н. в.
У Србији се на 1200 м. н. в. у монтаном појасу среће у оквиру биљне заједнице Sparganietum natanti, а у субалпијском појасу у оквиру заједнице Caricetum limosae. У Мађарској је констатована заједница Utricularietalia, а карактеристична је врста свезе Sphagno-Utricularion.